# Alex Winston
Alex Winston, właściwie Alexandra Leigh Winston (ur. 28 września 1987 w Detroit w stanie Michigan) – amerykańska piosenkarka, autorka tekstów, multiinstrumentalistka.

## Biografia[1]
Alex urodziła się i dorastała w Michigan. Już we wczesnych latach życia miała styczność z różnymi instrumentami. Jej ojciec, Steve Winston, był muzykiem i nauczył ją gry na perkusji. Rodzice wspierali muzyczne aspiracje córki, widząc kolejne skomponowane utwory. Alex należała do szkolnego chóru, studiowała śpiew operowy, a także uczestniczyła w lekcjach śpiewu z Ritą Jury, często występującą w Detroit Opera House.

## Dyskografia
- 2007: By The Roots - EP (utwory: "Misunderestimate Me", "Waiting Game", "High Hopes", "He Calls You Baby", "Crossing Your Mind" i "Hello")
- 2011: Sister Wife - EP (utwory: "Locomotive", "Sister Wife", "Don't Care About Anything", "Choice Notes", "Sweet James", "Fingers & Toes")
- 2012: King Con - CD

## Reklama Hyundaia
Hit artystki z 2010 roku, singel "Choice Notes", został wykorzystany jako podkład muzyczny w m.in. polskiej wersji reklamy Hyundaia ix20.